# 前三门大街
前三门大街 （崇文门-正阳门（前门）-宣武门）大街，是北京市的一条沿着原北京内城城墙南段所修建的大街。
前三门大街是北京市东西城区内数条道路的统称，指从西便门桥至崇文门桥这一段道路，和北京地铁2号线南部线路基本吻合。前三门大街西起西便门桥，延宣武门西大街、宣武门东大街、前门西大街、前门东大街，最后到崇文门西大街止。前三门大街也是连接北京站和北京西站之间的重要道路。

## 历史
早期为北京市内城城墙南段。初期因北京环城铁路的修建，部分路段为铁路路段。
后因1960年代末期修建北京地铁一期工程（今北京地铁2号线南段）而被拓宽成公路，并拆除城墙以及旧有铁路联络线。该路段早期因为始终没有在新闻报道中出现官方名称，部分报道曾以地铁路为代称。2000年代以后逐步以现有名称进行报道。
北京二环路贯通后曾为旧南二环路的一部分，随着“两厢工程”的展开，该路段不再作为二环路南段的功能，慢慢称为连接北京内城东西的重要联络线，和长安街一起成为了北京市中心城区重要的两条道路。
1994年随着北京西站的开通，该路段逐步向西延长至海淀、丰台、石景山、门头沟等区。
前三门大街是全市首条城市道路公共服务设施规划示范街，前三门大街在2008年开始改造，并在次年4月底前以崭新的面貌亮相。整个改造过程中，废物箱、交通类护栏、街牌、步行者导向牌、公交站设施、信筒、公用电话亭、信息亭、自行车存车架和围栏、座椅、活动厕所、报刊亭12种服务设施进行了更新改造。新的城市道路公共服务设施充满了中国味道，如步行者导向牌采用的是中国古代城门的弧形造型，色彩是中国传统建筑中特有的灰色和象征中国的红色，包含了道路名称、区域地图和全市地图等内容。

## 前三门大街及其延长线道路列表
- 108国道
- 莲石东路
- 莲花池西路
- 莲花池东路
- 宣武门西大街
- 宣武门东大街
- 前门西大街
- 前门东大街
- 崇文门西大街
- 崇文门东大街/北京站西街-北京站东街